# Section des Droits-de-l'Homme
La section des Droits-de-l’Homme était, sous la Révolution française, une section révolutionnaire parisienne.

## Représentants
Elle était représentée à la Commune de Paris par :
- François Dupaumier, né en 1759, bijoutier demeurant 124 rue de la Verrerie
- Jean-Pierre Eude, né à Paris en 1763, tailleur de pierres demeurant 29 rue Saint-Antoine en 1793 puis rue des Juifs en 1794. Il est guillotiné le  11 thermidor an II (29 juillet 1794),
- Joseph ou Jacques Ravel, né à Tarascon en 1746, chirurgien demeurant rue Saint-Antoine. Il est guillotiné le 11 thermidor an II.

## Historique
Cette section s’appela « section du Roi de Sicile » jusqu’en août 1792.

## Territoire
Secteur compris entre la rue Saint-Antoine et la rue des Francs-Bourgeois.

## Limites
La rue du Coq-Saint-Jean à droite, depuis la rue de la Tixéranderie jusqu’à la rue de la Verrerie : la rue de la Verrerie à droite, depuis la rue du Coq-Saint-Jean jusqu’à la rue Bar-du-Bec : la rue Bar-du-Bec à droite, jusqu’à la rue Sainte-Croix-de-la-Bretonnerie : la rue Sainte-Croix-de-la-Bretonnerie, jusqu’à la Vieille-rue-du-Temple : la Vieille-rue-du-Temple à droite, depuis la rue Sainte-Croix-de-la-Bretonnerie, jusqu’à la rue des Francs-Bourgeois : la rue des Francs-Bourgeois et la rue Neuve-Sainte-Catherine à droite, jusqu’à la rue de la Culture-Sainte-Catherine : la rue de la Culture-Sainte-Catherine à droite, depuis la rue Neuve-Sainte-Catherine, jusqu’à la rue Saint-Antoine : la rue Saint-Antoine à droite, depuis la rue de la Culture Sainte-Catherine jusqu’à la rue de la Tixéranderie : la rue de la Tixéranderie à droite, jusqu'à la rue du Coq-Saint-Jean.

## Intérieur
Les rues des Deux-Portes, des Mauvais-Garçons, le Cimetière-Saint-Jean, les rues de Bercy-au-Marais, Cloche-Perce, Tiron, de la Verrerie des deux côtés, depuis la rue du Coq-Saint-Jean au Cimetière-Saint-Jean, les rues du Roi-de-Sicile, Pavée, des Rosiers, des Juifs, des Écouffes, de Bourtibourg, de Moussy, des Billettes, etc., et généralement tous les rues, culs-de-sac, places, etc., enclavés dans cette limite.

## Local
La section des Droits-de-l’Homme se réunissait dans l’église de l'hospice du Petit-Saint-Antoine, située entre le no 13 rue du Roi-de-Sicile et la rue François-Miron.

## Population
12 320 habitants dont 1 030 ouvriers et 1 265 économiquement faibles. La section comprenait 1 800 citoyens actifs.

## 9 Thermidor an II
Lors de la chute de Robespierre, le  9 thermidor an II (27 juillet 1794), la section des Droits-de-l’Homme resta fidèle à la Convention nationale, sauf deux de ses représentants, Jean-Pierre Eude et Joseph Ravel, qui optèrent pour la Commune de Paris et furent guillotinés le  11 thermidor an II (29 juillet 1794).

## Évolution
Après le regroupement par quatre des sections révolutionnaires par la loi du 19 vendémiaire an IV (11 octobre 1795) qui porte création de 12 arrondissements, la présente section est maintenue comme subdivision administrative, puis devient, par arrêté préfectoral du 10 mai 1811, le quartier du Marché-Saint-Jean situé dans l'ancien 7e arrondissement de Paris.